# Akorda (Ereño)
Akorda es un barrio español del municipio de Ereño, perteneciente a la provincia de Vizcaya, en la comunidad autónoma del País Vasco. Integra la entidad de población de Akorda-Bollar.

## Toponimia
El lugar puede aparecer referido con las grafías «Akorda» y «Acorda».

## Historia
Hacia finales del siglo XIX, el lugar, ya por entonces perteneciente a Ereño, tenía contabilizada una población de 65 habitantes. Aparece descrito en el primer volumen del Diccionario geográfico, estadístico, histórico, biográfico, postal, municipal, marítimo y eclesiástico de España y sus posesiones de ultramar de Pablo Riera y Sans con las siguientes palabras:

ACORDA.—B. agreg. al ayunt. de Ereñol, de donde dista 2 k. Cuenta con 65 hab. y 13 edif. Organización judicial—. Depende del part. judicial de Guernica y aud. territorial de Búrgos. Organización civil—. Corresponde á la provincia de Vizcaya, cuya capital es Bilbao. Organización militar—.Pertenece á la c. g. de las Provincias Vascongadas y gobierno militar de Bilbao. Organización económica—.Está sujeto á la admon. de la prov. Organización eclesiástica—.Depende del obispado de Vitoria. Servicio público—.Recibe la corr. por la conduccion de Zornoza á Bermeo, estaciones de Bilbao á Vitoria y Zumárraga y admon. subalterna de Guernica, de donde la recibe un peaton.
(Riera y Sans, 1881, p. 54)

En la actualidad, forma parte de la entidad de población de Akorda-Bollar.